# Iseki Takeshi
Takeshi Iseki (sinh ngày 16 tháng 6 năm 1985) là một cầu thủ bóng đá người Nhật Bản.

## Sự nghiệp câu lạc bộ
Takeshi Iseki đã từng chơi cho Montedio Yamagata.